# سنبگ
سنبگ (به لاتین: Senbagh) یک منطقهٔ مسکونی در بنگلادش است که در ناحیه نواکهلی واقع شده‌است. سنبگ ۱۵۹٫۳۶ کیلومتر مربع مساحت و ۲۸۳٬۱۴۵ نفر جمعیت دارد.